# Hoạt động của CIA ở Lào
CIA đã tổ chức cho các bộ lạc Hmong chiến đấu tại Lào chống lại những người Cộng sản Pathet Lào (được Bắc Việt hỗ trợ), và sử dụng Air America để thả 21 000 tấn lương thực tiếp tế[...], vận chuyển hàng chục nghìn binh lính, tiến hành chương trình trinh sát trên không hiệu quả cao và thực hiện nhiều nhiệm vụ bí mật bằng cách sử dụng kính nhìn đêm và công nghệ tiên tiến.